# Hieronymus Harder

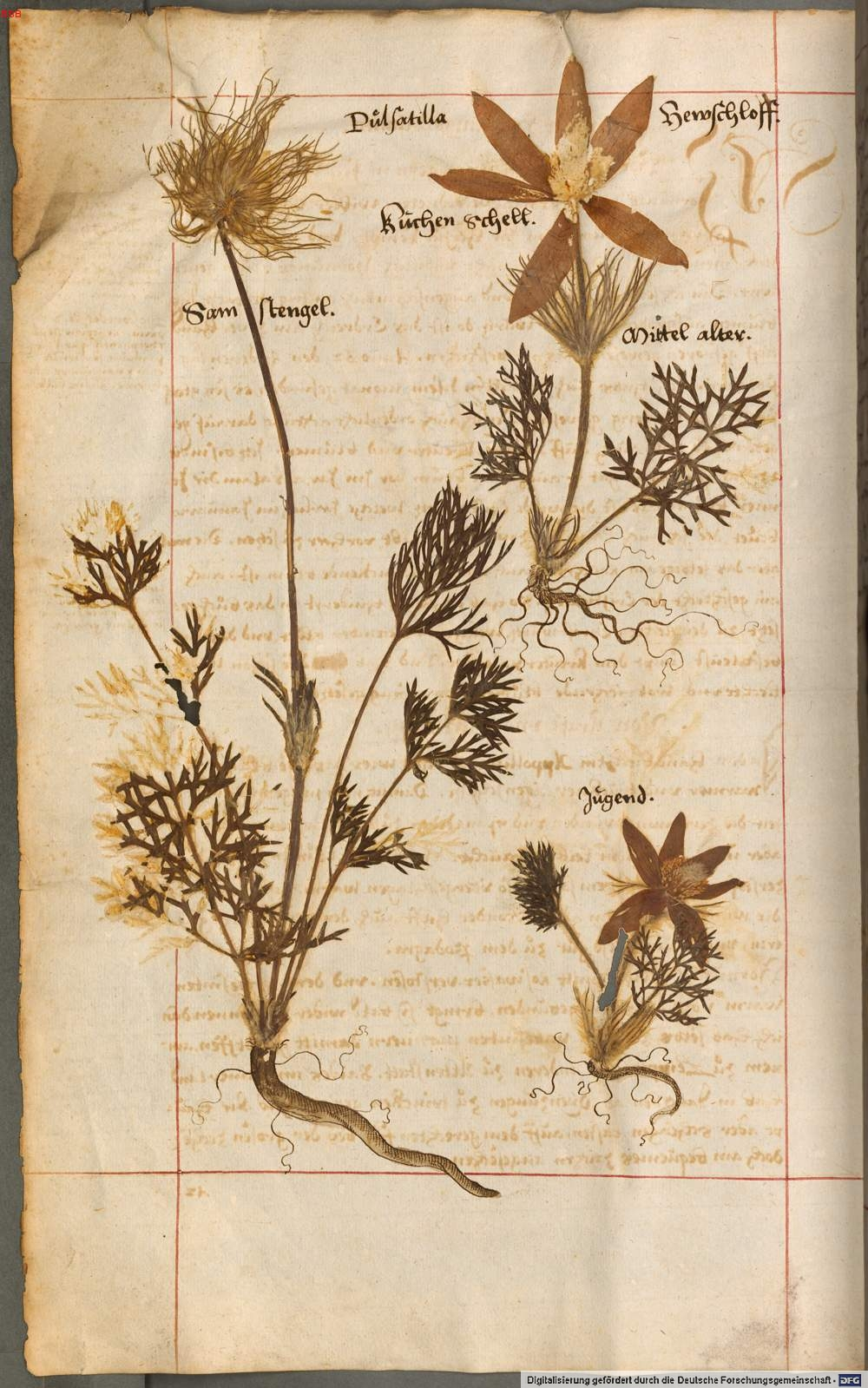

Hieronymus Harder (1523 – 27 de abril de 1607) fue un botánico alemán y profesor de latín.

## Biografía
Harder nació en Meersburg en el Lago de Constanza región de Alemania, pero parte de su juventud la pasó en Bregenz, donde su padre enseña desde 1535 en adelante. En 1560 se examinó Harder en Ulm para el cargo de Maestro de Latín y desde 1561 enseña en Geislingen an der Steige, y en 1571-1572 en Bad Überkingen. Desde 1578 hasta poco antes de su muerte fue preceptor en la escuela latina en Ulm, donde murió.
Cuando  no participaba en sus actividades docentes, Harder recogía plantas en los Jura de Suabia y alrededor del Lago de Constanza. A partir de 1562 completó unos doce volúmenes de colecciones de plantas - siendo estos algunos de los primeros del tipo conocido como Herbarium vivum en el que las partes faltantes de los especímenes están representados por dibujos de colores. Estas las transmite  a los funcionarios prominentes, incluyendo el duque Alberto V de Baviera, quien le dio el apoyo financiero y la tenencia de su cargo. Los nombres fueron dados en latín y alemán, agregando información detallada. Además de las plantas con flores silvestres, Harder incluyó musgos, helechos y colas de caballo, así como plantas de cultivo, como el tomate y el tabaco, que sólo unas pocas décadas antes se había introducido a Alemania desde Estados Unidos. Once de los doce volúmenes son conocidos y se mantienen en Heidelberg (el más antiguo de 1562 y en manos privadas), Múnich (1574, 1576), Ciudad del Vaticano (1574), Salzburgo (1592), Ulm (1594), Viena (1599), Linz (1599), Überlingen, Zúrich (1592, 1594) and Lindau (1607).